# Jaume Bisbe
Jaume Bisbe fou un anarquista i dirigent sindicalista de Barcelona, pintor d'ofici. Fou escollit secretari de la comissió administrativa de la primera junta de la Federació Local de Societats de Resistència o Solidaridad Obrera celebrada a Barcelona l'agost de 1907 i el maig de 1908 va substituir Antoni Colomé en la Secretaria general de la Federació, càrrec que posteriorment deixà a Josep Roman. També fou director del periòdic Solidaridad Obrera. Més tard fou representant la federació local d'Igualada i fou ponent en el primer congrés de la CNT a Barcelona el 1911.